# Pachygone ovata
Pachygone ovata là một loài thực vật có hoa trong họ Biển bức cát. Loài này được (Poir.) Diels mô tả khoa học đầu tiên năm 1910.

## Hình ảnh

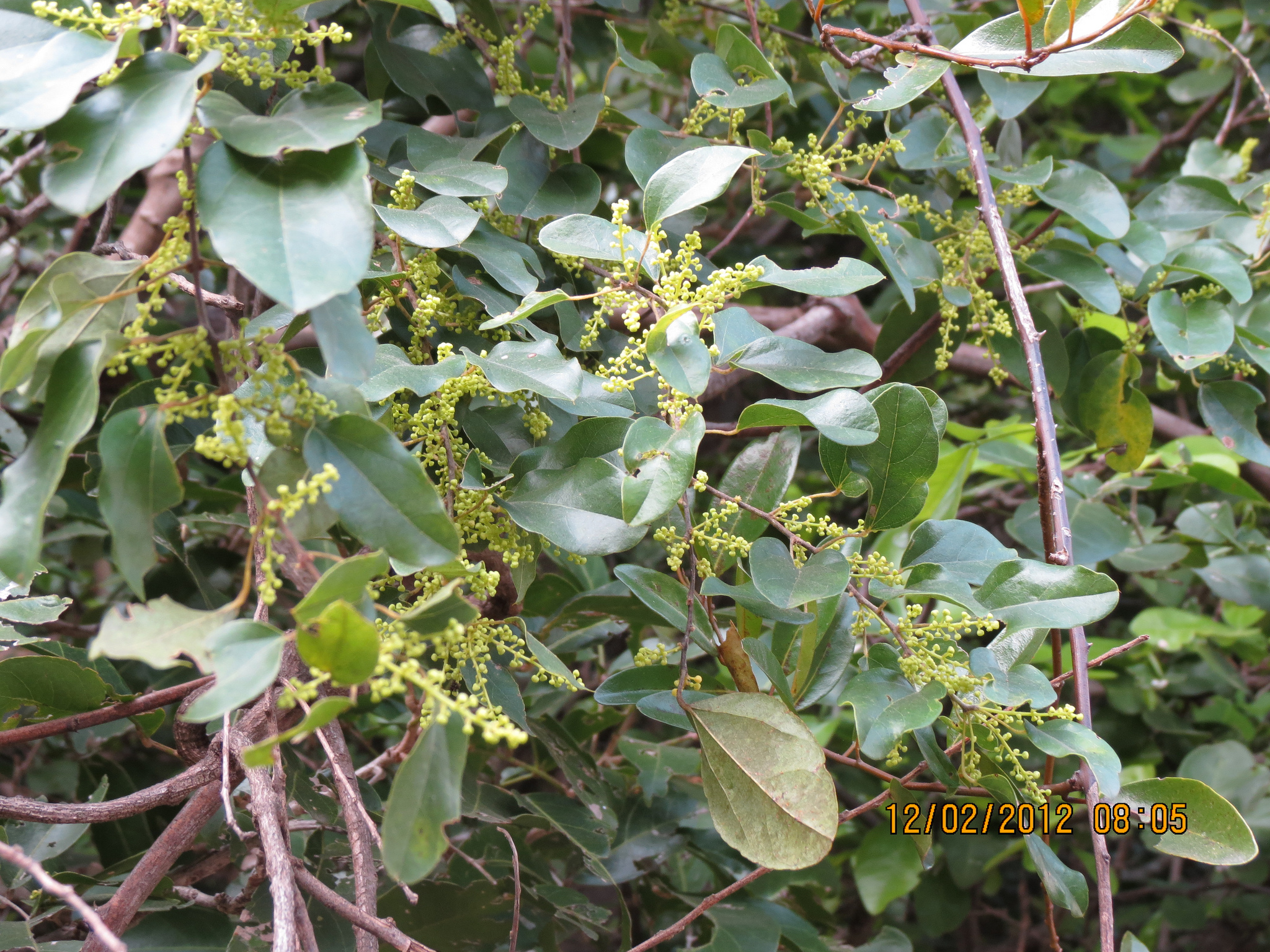
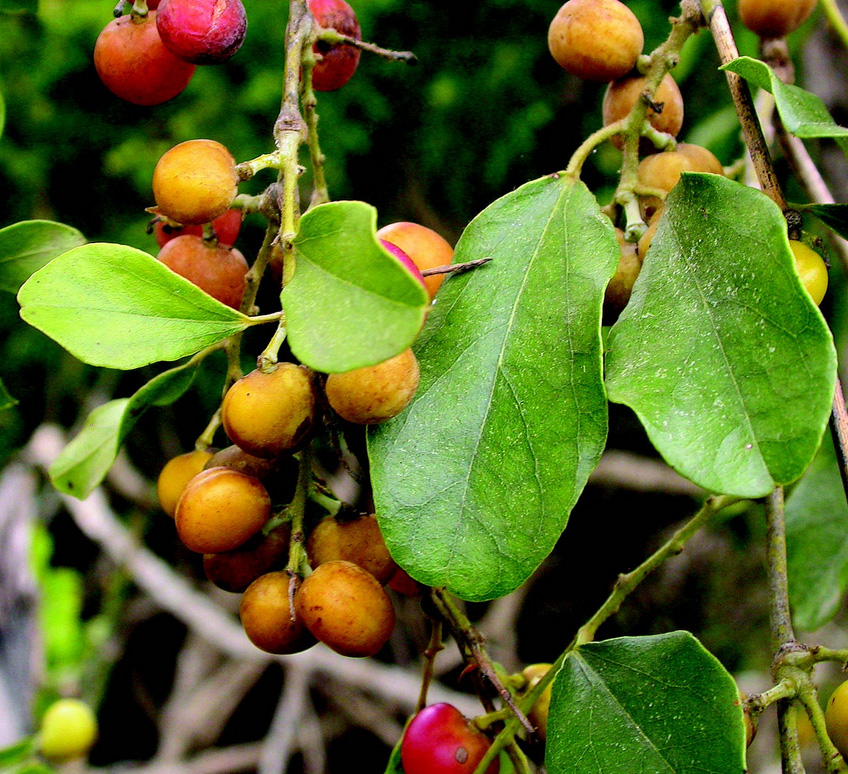